# Schmerbach (Much)
Schmerbach war ein Ortsteil der Gemeinde Much im nordrhein-westfälischen Rhein-Sieg-Kreis.

## Lage
Schmerbach liegt heute im nordöstlichen Teil des Hauptortes Much.

## Einwohner
1845 waren die Höfe mit drei Haushalten und 26 Bewohnern verzeichnet. 22 der Bewohner waren katholisch, vier evangelisch.
1901 war der Ort ein Gehöft und hatte 15 Einwohner in drei Haushalten. Verzeichnet waren die Näherin Anna Maria Behr, Ackerin Witwe Eduard Joesten und der königliche Katasterkontrolleur und Steuerinspektor Max Quassowski.